# 刘进 (1971年)
刘进 (1971年—)，四川仁寿人，西华师范大学教授、副校长，研究领域为文艺学、美学。 主持完成中国国家社科基金等多个项目，出版《弗雷德里克•詹姆逊的文化诗学研究》等著作。

## 生平
1993年取得四川师范学院中文系文学学士学位，2001年和2007年先后取得四川大学文学院文艺学硕士、博士学位；
后任西华师范大学副校长。

## 出版作品
著有《弗雷德里克•詹姆逊的文化诗学研究》、《文学与“文化革命”：雷蒙德•威廉斯的文学批评研究》、《“空间转向”与当代西方马克思主义文学批评研究》
编写《美学》、参编《文学理论基础》